# グクーニ・ウェディ
グクーニ・ウェディ（アラビア語: كوكوني عويدي, ラテン文字転写: Kūkūnī ʿWaīday, フランス語: Goukouni Oueddei, 1944年 - ）は、チャドの政治家。1979年の1ヶ月と、1979年から1982年までチャドの国家元首を務めた。現在、亡命中である。
グクーニは1944年、チャド北部でテダ人のウェディ・キチデニの子として生まれた。1960年代に、彼は南部人の支配する政府に反発する北部人の反政府組織チャド民族解放戦線（FROLINAT）に参加し、反政府活動を始めた。1975年にフランソワ・トンバルバイ大統領が殺害されると、南部政府はフェリックス・マルーム大統領が継ぎ、フランスの支援を受けた。これに対抗するためグクーニはリビアの支援を受け、その軍事支援で国土の北半を制圧し、政府に対抗した。しかしこのころから北部内での対立が激化し、1978年8月にイッセン・ハブレ率いる北部軍（FAN）がFROLINATから離反し南部のマルーム政権についたためグクーニ派は一時停滞した。しかし政府は両派の対立によって7ヵ月後に瓦解し、ナイジェリアの調停によって1979年3月に大連合政府が成立した。この政府において、首班は第3勢力チャド解放人民運動のロル・モハメド・シャワが就任したが、実態はグクーニ派とハブレ派が政権を二分する北部政権となっており、10月にはシャワに代わりグクーニが大統領に就任した。
しかし、北部内の対立は解消せず、1980年3月、両派間で内戦が再発した。首都はグクーニ大統領が抑えたものの、ハブレの勢力は拡大し、1982年7月には首都ンジャメナが陥落してグクーニはシャリ川を越えて隣国カメルーンへと逃れ、さらに後ろ盾であったリビアのカダフィ大佐を頼ってリビアの首都トリポリへと落ち延びた。
1983年、リビアの大きな支援を得たグクーニは再び北からチャドへと侵攻し、ハブレ派と戦火を交えたが、敗北した。